# Erlauf (Fluss)
Die Erlauf ist ein Nebenfluss der Donau im Bezirk Scheibbs und Bezirk Melk in Niederösterreich sowie teilweise auch in der Steiermark. Die Erlauf ist insgesamt etwa 70 km lang und mündet bei Pöchlarn in die Donau.

## Etymologie
In der Zeit der Römer hieß der Fluss Arelape, gleich wie das römische Kastell mit Flottenstützpunkt an der Donau, heute die Stadt Pöchlarn und der Zivilsiedlung, die nach dem ursprünglichen Flussverlauf an der früheren Mündung lag, heute die Marktgemeinde Erlauf. Der heutige Name entstand aus der früheren Namensform Erlaf. Der Name stammt vermutlich von den indogermanischen Wörtern *h³rló- mit der ungefähren Bedeutung 'antreibend, losstürzen lassen, sich erhebend' und *apā für 'Wasser'.

## Geografie

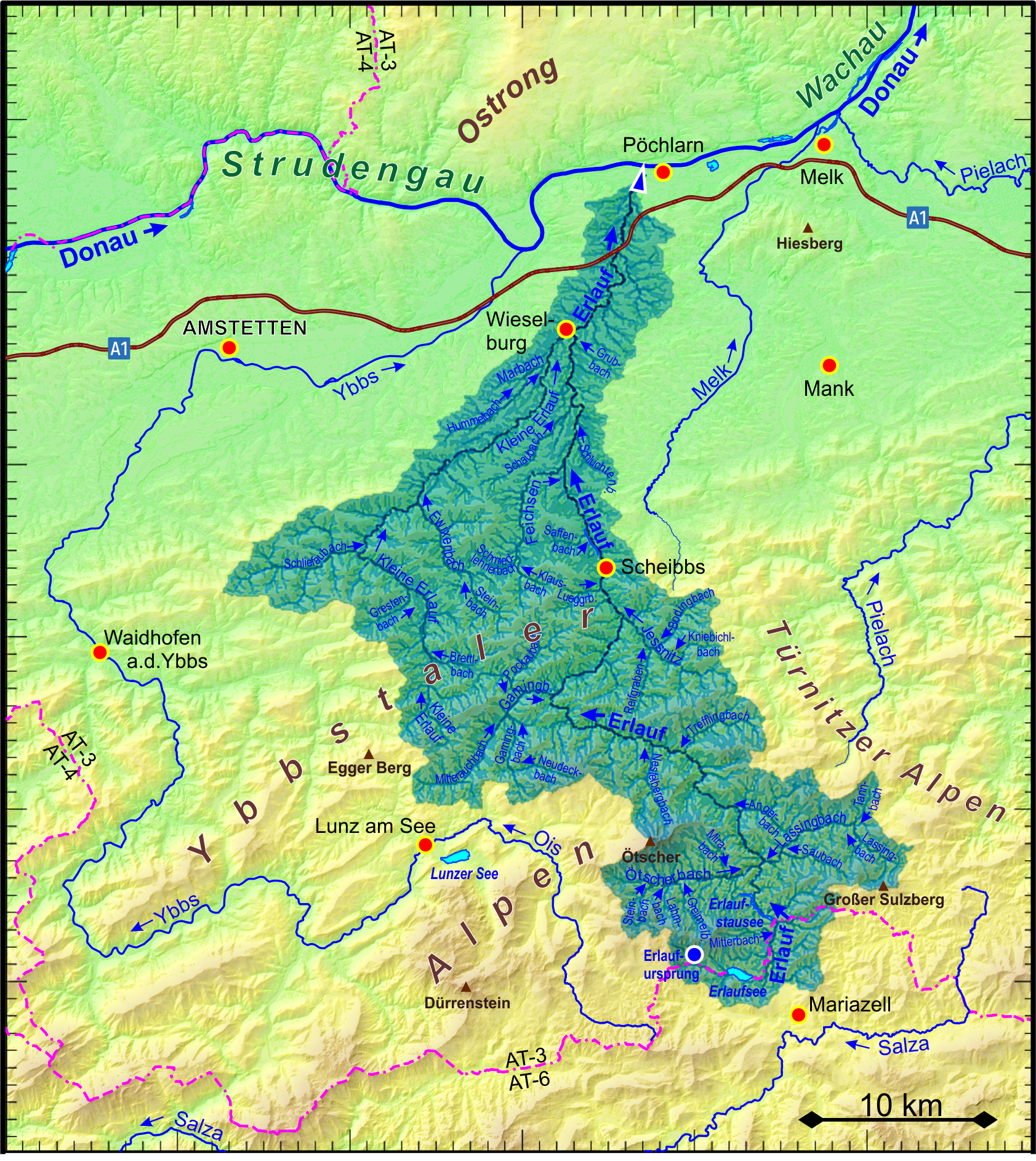
Einzugsgebiet der Erlauf

### Verlauf

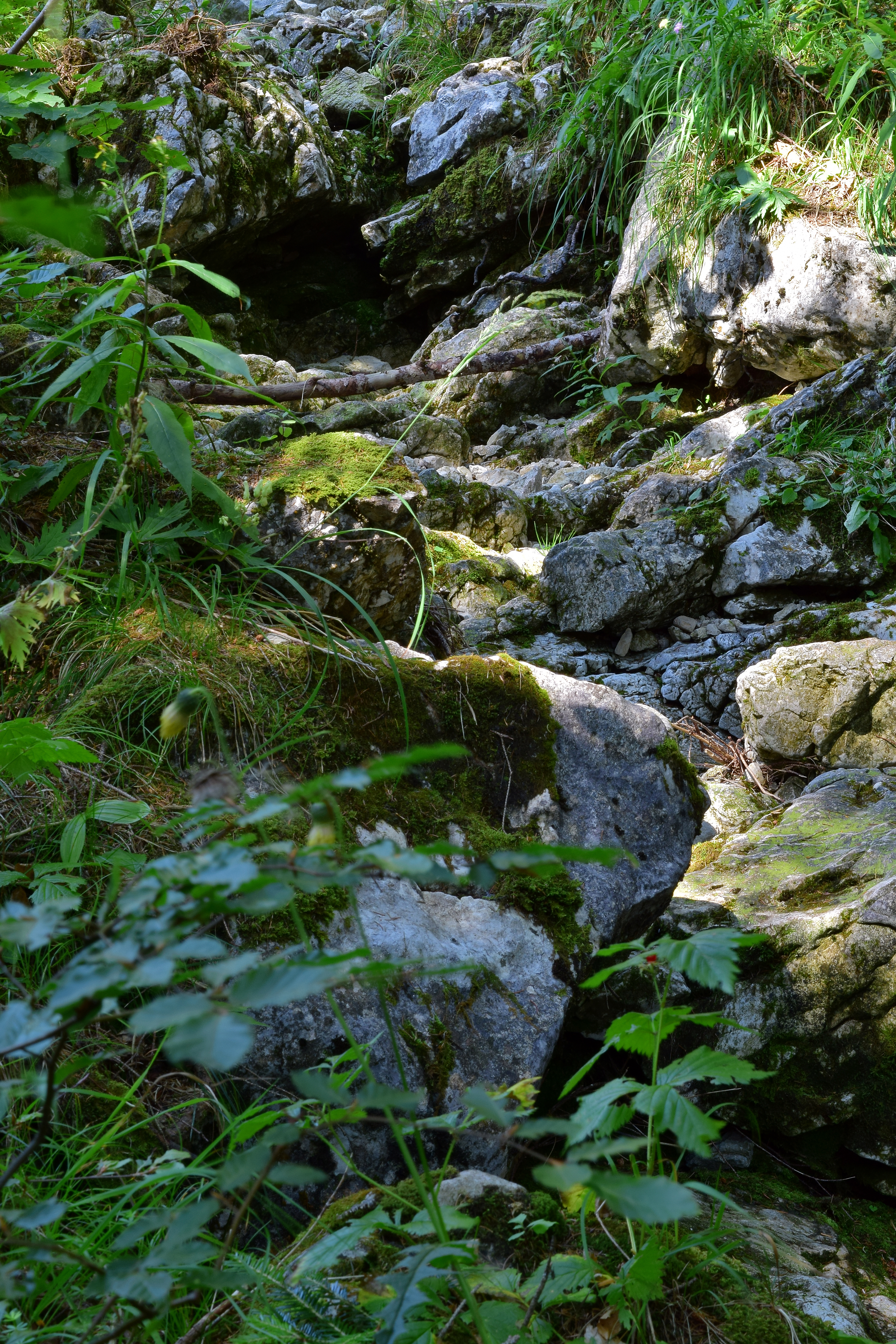
Erlaufursprung in Mitterbach am Erlaufsee

Die Erlauf (am Oberlauf auch Große Erlauf genannt) entspringt am Fuße der Gemeindealpe und ist der Zulauf des Erlaufsees. Danach fließt sie über die Tormäuer durch den Naturpark Ötscher-Tormäuer, am Ötscher vorbei (hier mündet der Trefflingbach, unmittelbar beim Zusammenfluss befindet sich der Trefflingfall), weiter über Kienberg-Gaming, Scheibbs, Purgstall an der Erlauf bis nach Wieselburg. Dort mündet die Kleine Erlauf, die bei Gresten (47° 55′ N, 15° 3′ O) entsteht und über Randegg, Steinakirchen am Forst bis zur Mündung in Wieselburg weiterfließt. Danach verläuft der Fluss in nordnordöstliche Richtung und mündet bei Pöchlarn in die Donau.

### Natur
Fast 40 % des Flussverlaufes sind noch als naturnah zu bezeichnen. Eine Fischwanderung ist aufgrund mehrerer Kraftwerke allerdings nicht mehr möglich. Eine kleine Sensation war um 1985 die Entdeckung des hier längst ausgestorben geglaubten Bachneunauges (Lampetra planeri) in der Großen Erlauf.
Im Gemeindegebiet von Purgstall an der Erlauf hat sich der Fluss im Laufe der Jahrtausende tief in den seit den Eiszeiten aufgelandeten Schotter eingegraben. Die dadurch entstandene Erlaufschlucht („Prater“ genannt) gilt seit 1972 aufgrund der einmaligen landschaftlichen Eigenheiten als Naturdenkmal (Listeneintrag).

## Wirtschaft
An der „Großen Erlauf“ wird in mehreren Kraftwerken elektrische Energie gewonnen. Das erste Kraftwerk in der Erlaufklause nach dem Erlaufsee ist das Kraftwerk Erlaufboden, das älteste am Fluss. Es ist im Eigentum der EVN und liefert Energie für die Mariazellerbahn. Weiter flussabwärts im Zentrum von Scheibbs das Kraftwerk Mühlhof, in Mühling bei Wieselburg, Wieselburg (E-Werk Fahrner - gleich hinter dem Zusammenfluss von großer und kleiner Erlauf) und in Erlauf liegen weitere Kraftwerke.

## Zuflüsse
Die größten Nebenbäche der Erlauf sind:
| Name                | Mündungsseite | Mündungsort              | Einzugsgebiet in km² |
| ------------------- | ------------- | ------------------------ | -------------------- |
| Weißenbach          | rechts        | Weißenbach bei Mariazell | 4,9000               |
| Lurggraben          | rechts        | vor Mitterbach           | 3,0000               |
| Bach von Bodenbauer | links         | vor Mitterbach           | 3,0000               |
| Mitterbach          | links         | Mitterbach               | 2,8000               |
| Mühlgraben          | rechts        | vor dem Erlaufstausee    | 4,4000               |
| Eseltal             | rechts        | in den Erlaufstausee     | 5,1000               |
| Ötscherbach         | links         | im Ötschergraben         | 38,2000              |
| Lassingbach         | rechts        | Stierwaschboden          | 32,0000              |
| Angerbach           | rechts        | Erlaufboden              | 14,3000              |
| Trübenbach          | links         | Teufelskirche            | 2,4000               |
| Weidachgraben       | rechts        | Toter Mann               | 2,0000               |
| Brandbach           | rechts        | Brandgegend              | 2,9000               |
| Trefflingbach       | rechts        |                          | 13,7000              |
| Nestelbergbach      | links         | Vordere Tormäuer         | 11,9000              |
| Hundsgraben         | links         | Vordere Tormäuer         | 4,6000               |
| Sulzgraben          | links         | Sommersberg              | 2,1000               |
| Filzmoosbach        | links         | Urmannsau                | 4,2000               |
| Gamingbach          | links         | Kienberg                 | 54,0000              |
| Peutengraben        | rechts        | Grafenmühl               | 4,8000               |
| Jeßnitz             | rechts        | Neubruck                 | 36,8000              |
| Lueggraben          | links         | vor Scheibbs             | 5,3000               |
| Reithgraben         | rechts        | Scheibbs                 | 2,3000               |
| Saffenbach          | links         | Saffen                   | 5,6000               |
| Feichsen            | links         | Purgstall                | 26,4000              |
| Schluchtenbach      | rechts        | Pratersiedlung           | 4,7000               |
| Schaubach           | links         | Schauboden               | 9,3000               |
| Grubbach            | rechts        | Rottenhaus               | 3,7000               |
| Kleine Erlauf       | links         | Wieselburg               | 171,2000             |
| Mühlbach            | rechts        | Kendl                    | 8,1000               |
| Dollbach            | rechts        | Erlauf                   | 10,1000              |
| Bach von Harlanden  | rechts        | Steinwand                | 2,9000               |

## Bilder

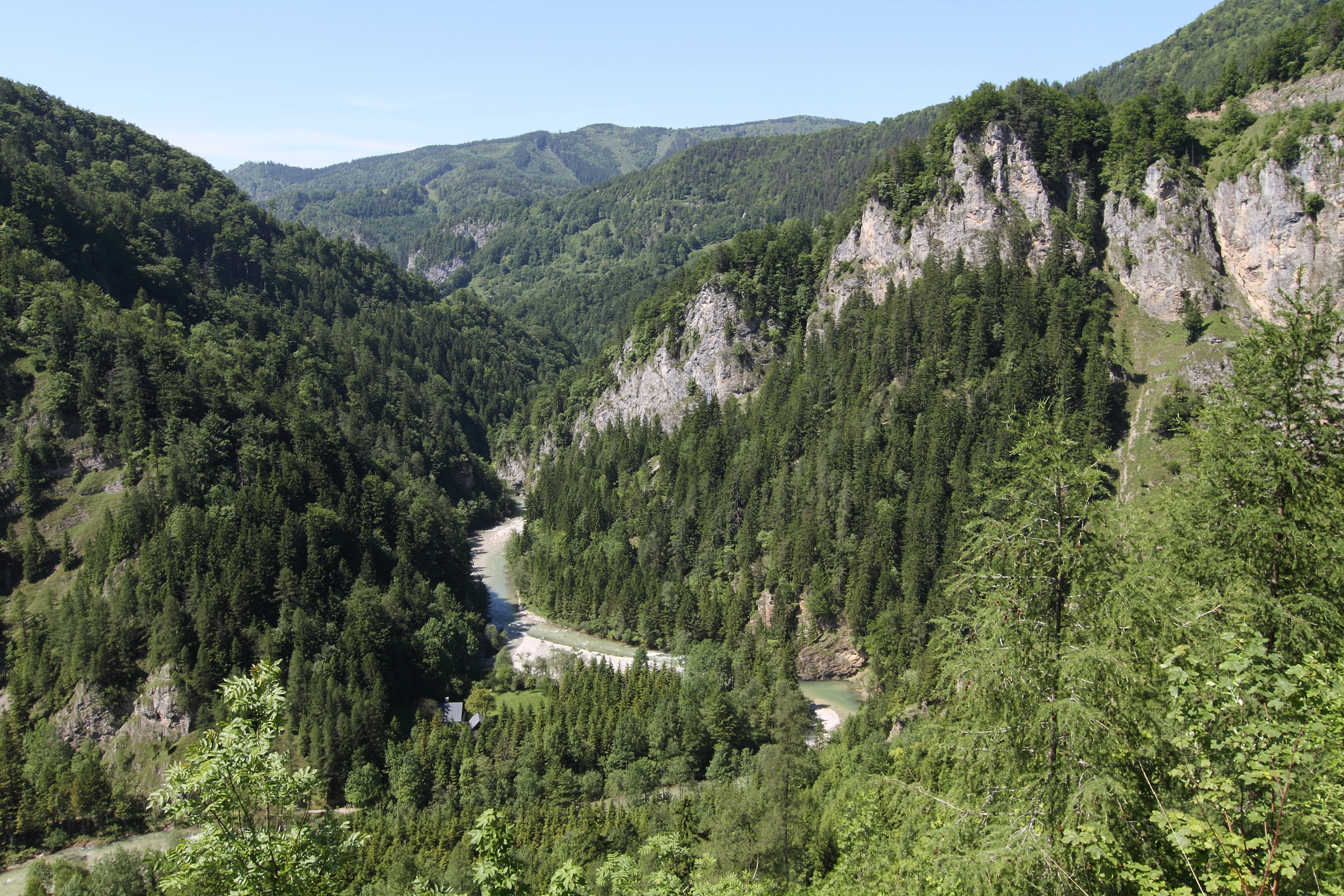
Beim „Toten Mann“, Blick von der Ötscher-Panoramastraße
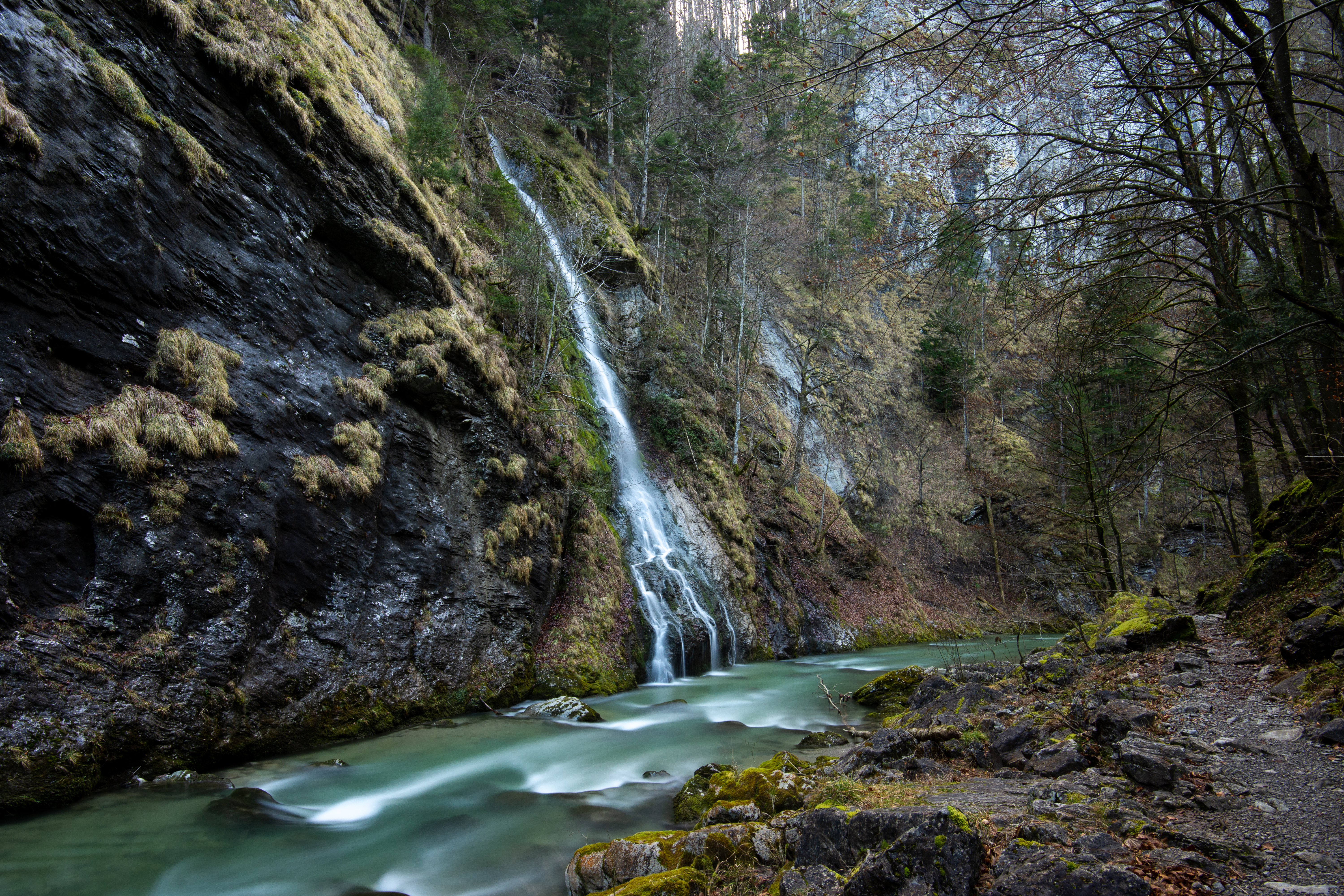
Hundsbachfall an der Erlauf in den Vorderen Tormäuer
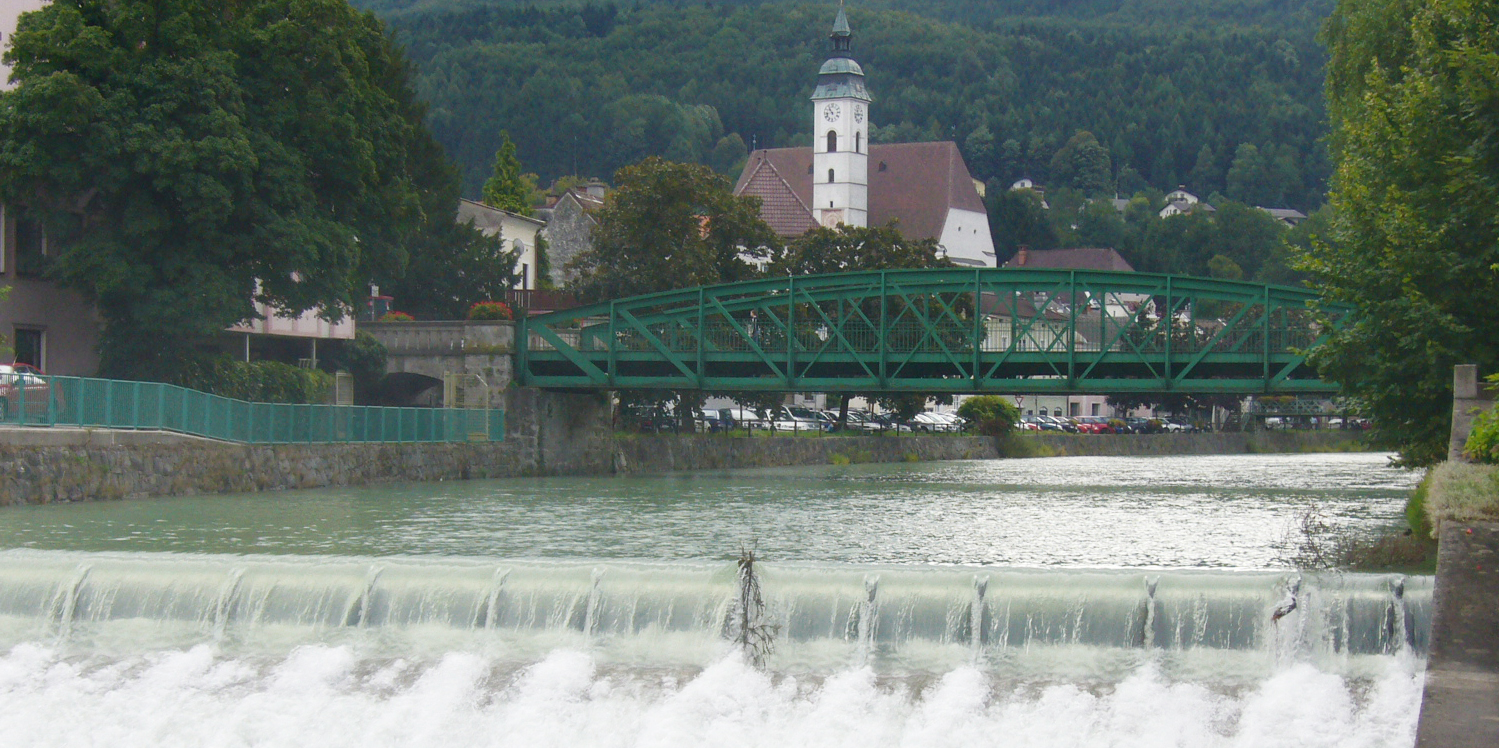
Scheibbs, Blick über die Erlaufwehr Richtung Altstadt
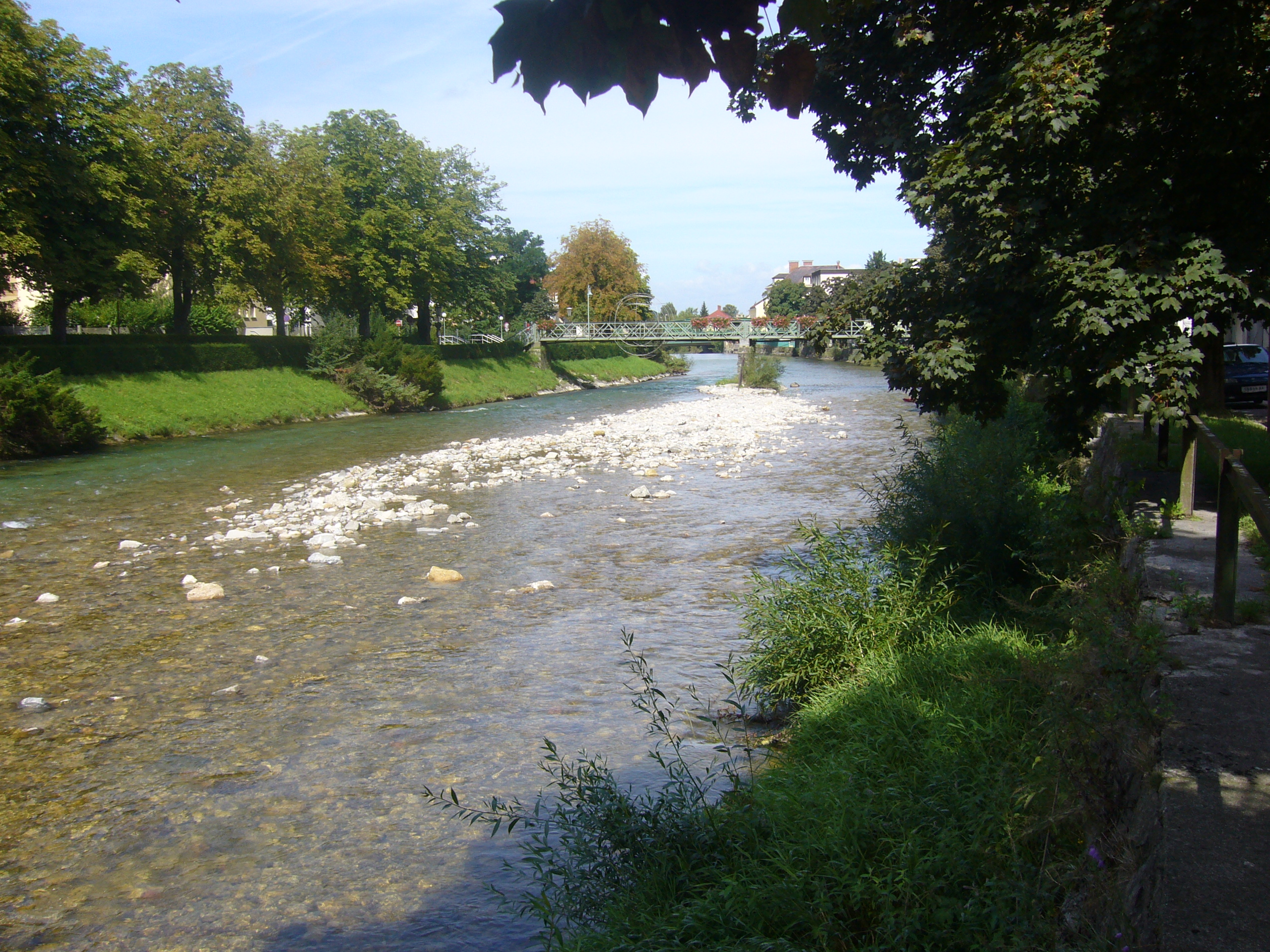
Scheibbs, Blick Richtung Sandsteg
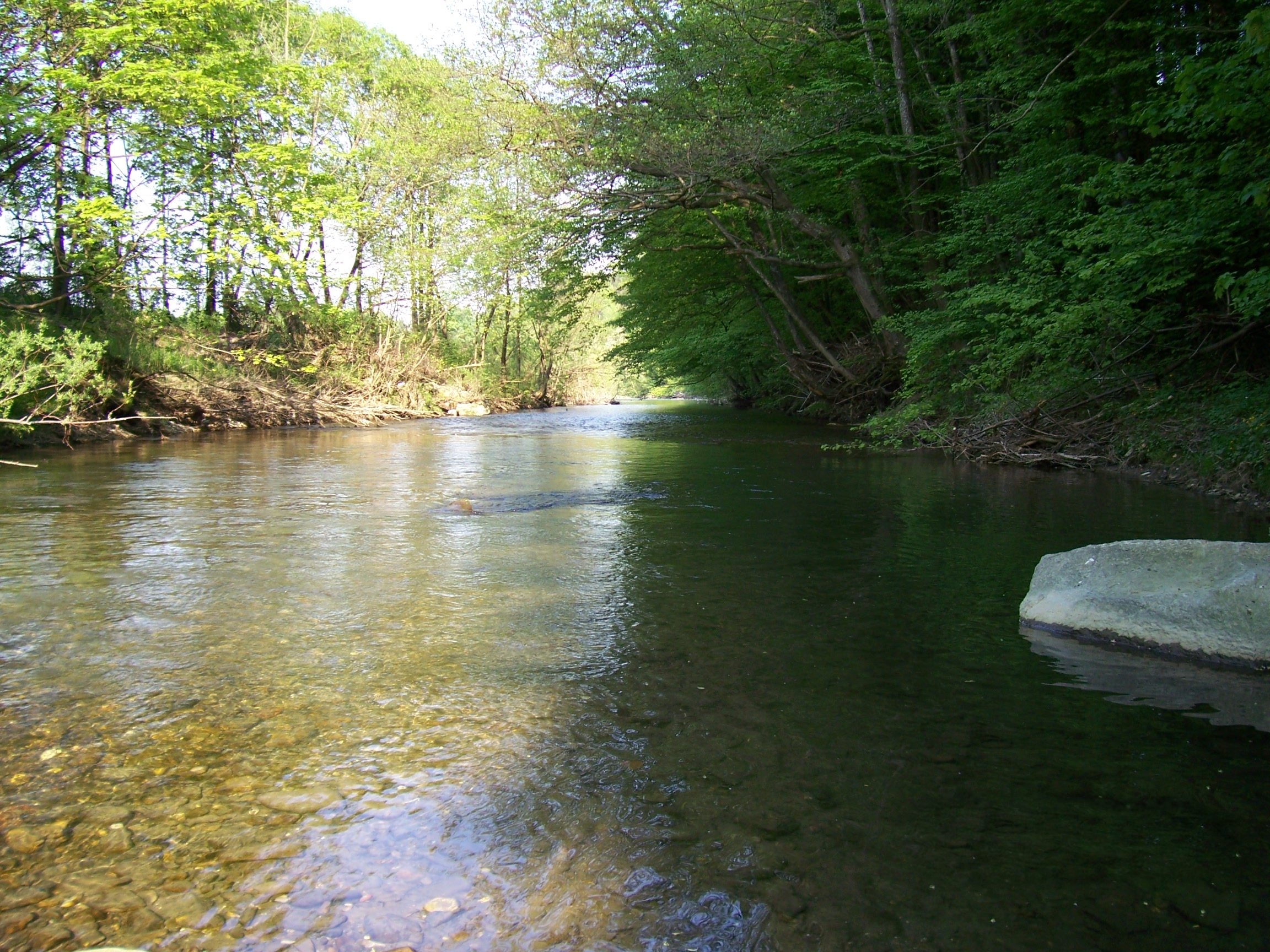
Kleine Erlauf bei Steinakirchen
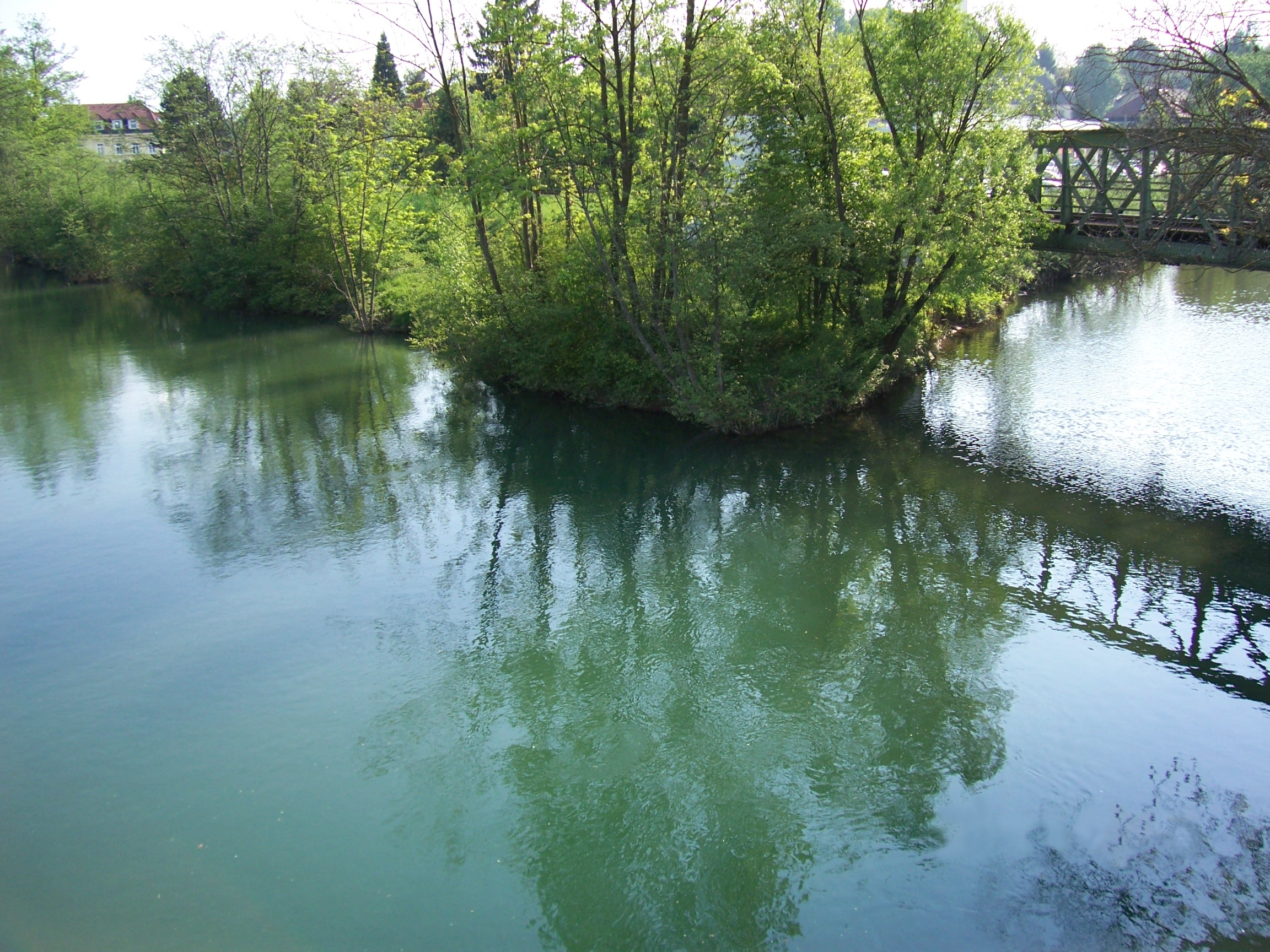
Zusammenfluss der Kleinen und Großen Erlauf
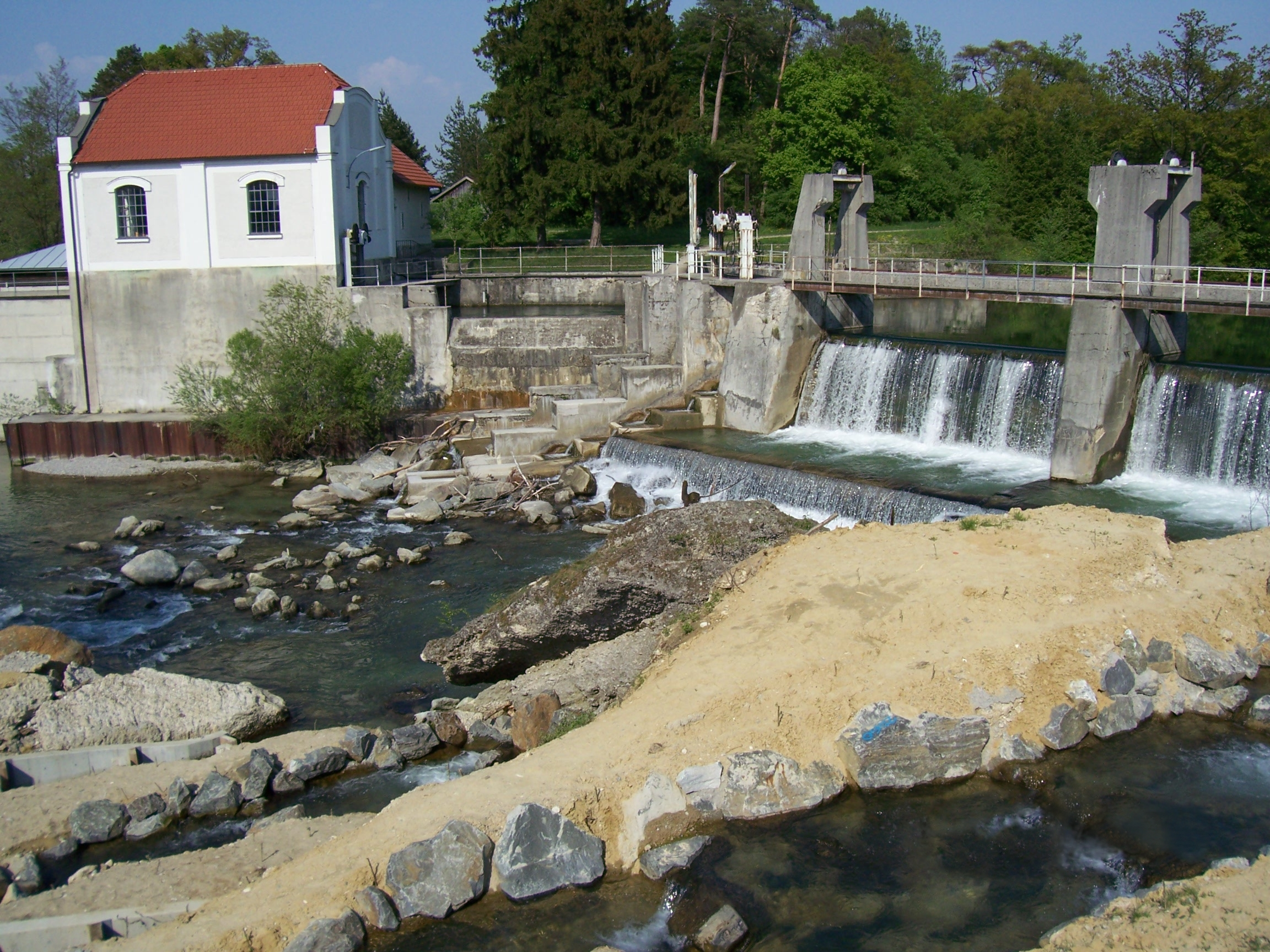
Kraftwerk der Fa.Taubinger bei Wieselburg
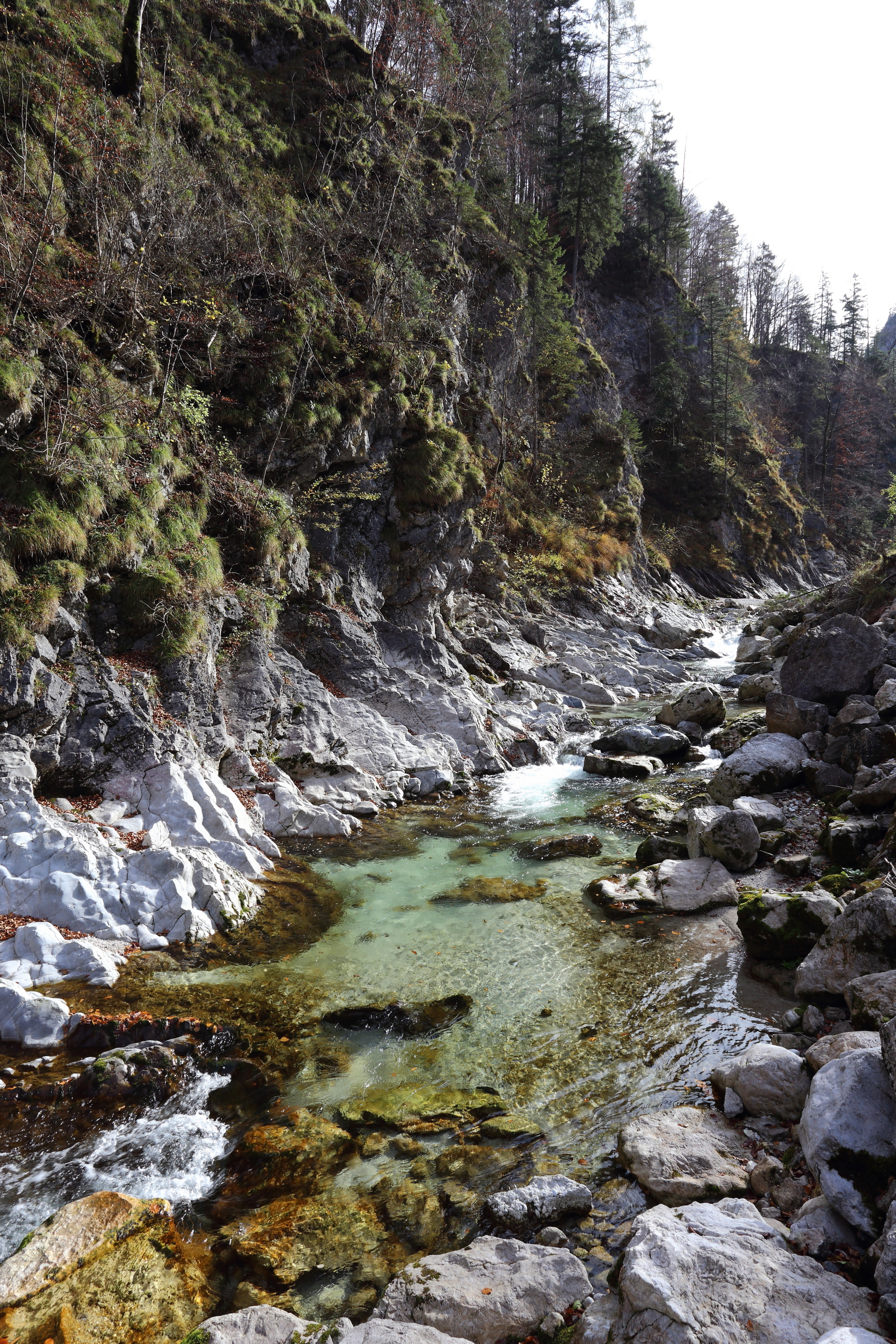
Die Erlauf im Bereich der Hinteren Tormäuer; der Rest des Wassers wird über eine unterirdische Druckleitung zum Kraftwerk Erlaufboden geführt